# أحمدو طعل
أحمدو سيكو طعل (بالفرنسية: Ahmadou Tall)‏ (21 يونيو 1836 – 15 ديسمبر 1897) ويُعرف أيضا (أحمدو سيكو) و(أحمد المدني الكبير التيجاني) ينتمي لتكرور وكان حاكم سلطنة لامدو ديولبي من سلطنة تكرور (1864-92) وفاما سي غو (الآن مالي) من 1864 إلى 1884. والده هو عمر بن سعيد القوتي. ثم غزا سي غو (قلب إمبراطورية بامبارا آنذاك)) في 10 مارس 1861. بعد ذلك بوقت قصير بدأت بغزو إمبراطورية الفولاني في ماسينا.
بعد وفاة عمر طعل عام 1864، خلفه ابن أخيه تيدياني طعل في رئاسة سلطنة تكرور. استمر أحمدو سيكو في أداء دور فامه المناطق الشرقية من سيغو، وقمع التمرد في العديد من المدن المجاورة ولكنه كان يشاجر بشكل متزايد مع إخوته. وفي عام 1880 بدأ الجيش الفرنسي بغزو سلطنة تكرور، فغزا سيغو في عام 1892 وأجبر أحمدو طعل على الذهاب إلى صكتو (حاليًا في نيجيريا).